# Online Bomberman
Ne doit pas être confondu avec Bomberman Online.
 (mars 2020).
Si vous disposez d'ouvrages ou d'articles de référence ou si vous connaissez des sites web de qualité traitant du thème abordé ici, merci de compléter l'article en donnant les références utiles à sa vérifiabilité et en les liant à la section « Notes et références ».
Online Bomberman est un jeu vidéo développé par Hudson Soft. Il s’agit d’un jeu d'action multijoueur en ligne sortie en 2003 pour Windows. Il fait partie de la série Bomberman.
Il se joue uniquement en multijoueur sur Internet dans des parties allant jusqu'à six joueurs.
Le principe reste assez proche du Bomberman original : poser des bombes pour tuer ses ennemis.
Il existe trois versions de ce jeu : une version Coréenne, Japonaise et Taiwainaise.
Ce jeu est gratuit, en mode « free to play », ce qui signifie que l'on peut jouer gratuitement mais certains objets dans le jeu sont payants.

## Système de jeu
Le but du jeu est d'éliminer son adversaire en posant des bombes.
Mais en faisant exploser des cases des bonus peuvent être récoltés afin par exemple d'augmenter la vitesse de déplacement de son personnage, ou d'augmenter la puissance de ses bombes.
Il est possible de jouer jusqu'à six joueurs en même temps en « chacun pour soi » ou de jouer en équipe (deux équipes de trois ou trois équipes de deux).

## Spécialité
La différence de ce Bomberman par rapport aux autres, en plus du fait qu'il se joue sur Internet, est l'ajout de montures, de nouveaux personnages, de bonus mais surtout de nouveaux modes de jeu.
En plus de cela un système de « shop » a été mis en place, grâce à des pièces d'or récupérées pendant les parties il est possible d'acheter des bonus spéciaux, d'autres personnes ou encore des décorations pour l'affichage de votre pseudo.
Il existe aussi un système de classement par points afin de connaître son niveau et celui des autres. Ce système est représenté graphiquement par une ceinture plus ou moins décorée suivant le score du personnage (au total 18 ceintures différentes).

## Modes

### Normal
Dans ce mode, le but est de tuer son/ses ennemi(s). Lorsqu'un joueur se fait toucher par une explosion, il meurt et doit attendre la fin de la partie. Le dernier survivant gagne la partie.
Ce mode peut se jouer en équipe, même principe, il faut éliminer tous les joueurs des équipes adverses. Le jeu est chronométré, quand le temps est écoulé il y a égalité.

### Panel Attack
Dans ce mode, le but est de colorier le maximum de cases possible avant la fin du temps imparti. À chaque explosion de vos bombes, les cases sous l'explosion changent de couleurs pour prendre celle de votre personnage / équipe (même les cases déjà coloriées).
Lorsqu'un joueur se fait toucher par une explosion, il ne meurt pas mais réapparait aléatoirement sur la carte, sans bonus car tous ses bonus sont répartis aléatoirement sur la carte aussi. Ce mode peut se jouer en équipe, même principe, il faut colorier le maximum de case de la couleur de son équipe. Le jeu est chronométré, quand le temps est écoulé le joueur / équipe ayant le plus de cases de sa couleur gagne.

### Hyperbomb
Dans ce mode, le but est de trouver trois balles bonus pour ensuite aller au centre de la carte pour gagner. Ces bonus se cachent dans les caisses. Il n'y en a pas seulement trois, ce qui permet d'avoir plus de chance d'en trouver. Ce bonus ne peut pas être détruit comme les autres. S'il est touché par une explosion il réapparait ailleurs sur la carte. Lorsqu'un joueur se fait toucher par une explosion, il ne meurt pas mais réapparait aléatoirement sur la carte, sans bonus car tous ses bonus sont répartis aléatoirement sur la carte aussi. Pour gagner il faut qu'un joueur trouve trois balles et les emmène au centre de la carte. Ce mode peut se jouer en équipe, même principe, si un joueur d'une équipe arrive au centre avec les trois bonus, c'est l'équipe entière qui gagne. Le jeu est chronométré, quand le temps est écoulé il y a égalité.

### Boss
Dans ce mode, tous les joueurs sont dans la même équipe et le but est de tuer le « boss ». Le boss a 3trois barres de vie avant de mourir (vert, orange et rouge). Il faut utiliser les bombes pour faire diminuer sa vie, mais lui aussi pose des bombes. Des bonus apparaissent lorsqu'on touche le boss. Lorsqu'un joueur se fait toucher par une explosion, il meurt et doit attendre la fin de la partie. Vous pouvez toucher le boss, cela ne vous tuera pas, mais vous perdrez un de vos bonus et vous serez inactif pendant deux secondes. C'est dans ce mode que les bonus spéciaux du shop peuvent être utilisés.

## Cartes
Chaque mode a ses propres plateaux de jeu ou cartes. Il en existe en tout 26 (9 mode Normal + 8 mode Panel Attack + 8 mode Hyperbomb + 1 mode Boss). Chaque carte fait 15×13 cases.

## Personnages
Il existe vingt personnages différents, dont quatre peuvent être utilisés seulement après leur achat.

## Bonus
Il existe en tout vingt objets :
- douze « classiques » permettant d'améliorer les performances du personnage.
- quatre montures permettant de gagner une vie et d'avoir une capacité spéciale.
- Le bonus balle pour le mode Hyperbomb.
- Les pièces d'or, une bourse d'argent aléatoire et un cadeau surprise pour une grosse somme d'argent aléatoire.